# North American Soccer League 1979
Navigation
NASL 1978 NASL 1980
La North American Soccer League 1979 est la douzième édition de la North American Soccer League. Vingt-quatre équipes s'inscrivent au championnat. Les clubs sont répartis en deux conférences (Nationale et Américaine) et six poules géographiques de quatre équipes.
Les huit meilleures équipes de chaque Conférence (en nombre de points, toutes poules confondues) se qualifient pour la phase finale. Tous les matchs de phase finale sont joués en match aller-retour, sauf la finale jouée sur un match sur terrain neutre. Comme dans d'autres compétitions organisées en Amérique (Ligue nationale de hockey ou NBA), il n'y a ni promotion, ni relégation, un système de franchises est mis en place.
Ce sont les Whitecaps de Vancouver qui remportent cette édition en battant en finale les Rowdies de Tampa Bay, défaits pour la deuxième consécutive en finale.

## Les 24 franchises participantes
| Tea Men Rowdies de Tampa Bay Strikers de Fort Lauderdale Fury de Philadelphie Express de Detroit Sting de Chicago Rogues de Memphis Hurricane de Houston Sockers de San Diego Surf de Californie Drillers d'Edmonton Earthquakes de San José |

| - Division Est - Strikers de Fort Lauderdale - Tea Men de la Nouvelle-Angleterre - Fury de Philadelphie - Rowdies de Tampa Bay | - Division Centrale - Sting de Chicago - Express de Detroit - Hurricane de Houston - Rogues de Memphis | - Division Ouest - Surf de Californie - Drillers d'Edmonton - Sockers de San Diego - Earthquakes de San José |  |

| Tea Men Rowdies de Tampa Bay Strikers de Fort Lauderdale Fury de Philadelphie Express de Detroit Sting de Chicago Rogues de Memphis Hurricane de Houston Sockers de San Diego Surf de Californie Drillers d'Edmonton Earthquakes de San José |

| - Division Est - Strikers de Fort Lauderdale - Tea Men de la Nouvelle-Angleterre - Fury de Philadelphie - Rowdies de Tampa Bay | - Division Centrale - Sting de Chicago - Express de Detroit - Hurricane de Houston - Rogues de Memphis | - Division Ouest - Surf de Californie - Drillers d'Edmonton - Sockers de San Diego - Earthquakes de San José |  |

| Cosmos Diplomats de Washington Toronto Rochester Kicks du Minnesota Roughnecks de Tulsa Tornado de Dallas Chiefs d'Atlanta Whitecaps de Vancouver Timbers de Portland Sounders de Seattle Aztecs de Los Angeles |

| - Division Est - Cosmos de New York - Lancers de Rochester - Blizzard de Toronto - Diplomats de Washington | - Division Centrale - Chiefs d'Atlanta - Tornado de Dallas - Kicks du Minnesota - Roughnecks de Tulsa | - Division Ouest - Aztecs de Los Angeles - Timbers de Portland - Sounders de Seattle - Whitecaps de Vancouver |  |

| Cosmos Diplomats de Washington Toronto Rochester Kicks du Minnesota Roughnecks de Tulsa Tornado de Dallas Chiefs d'Atlanta Whitecaps de Vancouver Timbers de Portland Sounders de Seattle Aztecs de Los Angeles |

| - Division Est - Cosmos de New York - Lancers de Rochester - Blizzard de Toronto - Diplomats de Washington | - Division Centrale - Chiefs d'Atlanta - Tornado de Dallas - Kicks du Minnesota - Roughnecks de Tulsa | - Division Ouest - Aztecs de Los Angeles - Timbers de Portland - Sounders de Seattle - Whitecaps de Vancouver |  |

- Par rapport à la saison précédente : 
  - Deux équipes se relocalisent. Les Caribous du Colorado deviennent les Chiefs d'Atlanta et Stompers d'Oakland deviennent les Stompers d'Oakland.
  - Deux équipes changent de nom. Le Cosmos devient le Cosmos de New York tandis que les Metros-Croatia de Toronto deviennent le Blizzard de Toronto.

## Format
Les clubs sont répartis en 2 conférences (Américaine et Nationale). Chaque conférence étant composée de trois divisions (Ouest, Centrale et Est) sur le modèle de la NFL.
Toutes les équipes disputent 30 rencontres réparties comme suit. 
- 2 rencontres (une à domicile et une à l'extérieur) contre les équipes de sa division soit six matchs en tout
- sur les huit autres équipes de la même conférence, quatre sont affrontées en aller-retour, quatre sur un simple match (2 à domicile et 2 à l'extérieur) ce qui fait douze rencontres
- 2 rencontres (une à domicile et une à l'extérieur) contre les équipes de la conférence opposée qui ont le même nom de division soit huit matchs en tout
- sur les huit autres équipes de la conférence opposée, quatre sont affrontées sur un simple match (2 à domicile et 2 à l'extérieur) ce qui fait quatre rencontres

Il n'y a pas de match nul. En cas d'égalité au bout de 90 minutes, une prolongation avec but en or de 15 minutes est jouée. Si elle achève sans but, une séance de tirs au but a lieu. Contrairement à une séance de tirs au but classique, les joueurs partent des 35 yards (environ 32 mètres du but) et ont cinq secondes pour tirer au but.
Le barème de points est le suivant :
- Victoire : 6 points
- Défaite : 0 point
- Un point de bonus est accordé par but marqué dans la limite de 3 buts par match. Il est à noter qu'une séance de tirs au but remportée vaut un but et donc un point supplémentaire tant qu'on est dans cette limite de 3 buts.

Les deux premiers de chaque division se qualifient pour les séries éliminatoires. Les deux meilleurs bilans restants de chaque conférence également.

## Phase régulière

### Conférence Américaine

#### Poule Est
| Rang | Équipe                            | Pts | J  | G  | N | P  | Bp | Bc | Diff | Bon |
| ---- | --------------------------------- | --- | -- | -- | - | -- | -- | -- | ---- | --- |
| 1    | Rowdies de Tampa Bay              | 169 | 30 | 19 | 0 | 11 | 67 | 46 | +21  | 55  |
| 2    | Strikers de Fort Lauderdale       | 165 | 30 | 17 | 0 | 13 | 75 | 65 | +10  | 63  |
| 3    | Fury de Philadelphie              | 111 | 30 | 10 | 0 | 20 | 55 | 60 | -5   | 51  |
| 4    | Tea Men de la Nouvelle-Angleterre | 110 | 30 | 12 | 0 | 18 | 41 | 56 | -15  | 38  |

- Qualification directe pour les séries éliminatoires
- Wild-card pour les séries éliminatoires

#### Poule Centrale
| Rang | Équipe               | Pts | J  | G  | N | P  | Bp | Bc | Diff | Bon |
| ---- | -------------------- | --- | -- | -- | - | -- | -- | -- | ---- | --- |
| 1    | Hurricane de Houston | 187 | 30 | 22 | 0 | 8  | 61 | 46 | +15  | 55  |
| 2    | Sting de Chicago     | 159 | 30 | 16 | 0 | 14 | 70 | 62 | +8   | 63  |
| 3    | Express de Detroit   | 133 | 30 | 14 | 0 | 16 | 60 | 56 | +4   | 49  |
| 4    | Rogues de Memphis    | 73  | 30 | 6  | 0 | 24 | 38 | 74 | -36  | 37  |

- Qualification directe pour les séries éliminatoires
- Wild-card pour les séries éliminatoires

#### Poule Ouest
| Rang | Équipe                  | Pts | J  | G  | N | P  | Bp | Bc | Diff | Bon |
| ---- | ----------------------- | --- | -- | -- | - | -- | -- | -- | ---- | --- |
| 1    | Surf de Californie      | 140 | 30 | 15 | 0 | 15 | 53 | 56 | -3   | 50  |
| 2    | Sockers de San Diego    | 140 | 30 | 15 | 0 | 15 | 59 | 55 | +4   | 50  |
| 3    | Drillers d'Edmonton     | 88  | 30 | 8  | 0 | 22 | 43 | 78 | -35  | 40  |
| 4    | Earthquakes de San José | 86  | 30 | 8  | 0 | 22 | 41 | 74 | -33  | 38  |

- Qualification directe pour les séries éliminatoires

### Conférence Nationale

#### Poule Est
| Rang | Équipe                  | Pts | J  | G  | N | P  | Bp | Bc | Diff | Bon |
| ---- | ----------------------- | --- | -- | -- | - | -- | -- | -- | ---- | --- |
| 1    | Cosmos de New York T    | 216 | 30 | 24 | 0 | 6  | 84 | 52 | +32  | 72  |
| 2    | Diplomats de Washington | 172 | 30 | 19 | 0 | 11 | 68 | 50 | +18  | 58  |
| 3    | Blizzard de Toronto     | 133 | 30 | 14 | 0 | 16 | 52 | 65 | -13  | 49  |
| 4    | Lancers de Rochester    | 132 | 30 | 15 | 0 | 15 | 43 | 57 | -14  | 42  |

- Qualification directe pour les séries éliminatoires
- Wild-card pour les séries éliminatoires

T : Tenant du titre

#### Poule Centrale
| Rang | Équipe              | Pts | J  | G  | N | P  | Bp | Bc | Diff | Bon |
| ---- | ------------------- | --- | -- | -- | - | -- | -- | -- | ---- | --- |
| 1    | Kicks du Minnesota  | 184 | 30 | 21 | 0 | 9  | 67 | 48 | +19  | 58  |
| 2    | Tornado de Dallas   | 152 | 30 | 17 | 0 | 13 | 53 | 51 | +2   | 50  |
| 3    | Roughnecks de Tulsa | 139 | 30 | 14 | 0 | 16 | 61 | 56 | +5   | 55  |
| 4    | Chiefs d'Atlanta    | 121 | 30 | 12 | 0 | 18 | 59 | 61 | -2   | 49  |

- Qualification directe pour les séries éliminatoires
- Wild-card pour les séries éliminatoires

#### Poule Ouest
| Rang | Équipe                 | Pts | J  | G  | N | P  | Bp | Bc | Diff | Bon |
| ---- | ---------------------- | --- | -- | -- | - | -- | -- | -- | ---- | --- |
| 1    | Whitecaps de Vancouver | 172 | 30 | 20 | 0 | 10 | 54 | 34 | +20  | 52  |
| 2    | Aztecs de Los Angeles  | 162 | 30 | 18 | 0 | 12 | 62 | 47 | +15  | 54  |
| 3    | Sounders de Seattle    | 125 | 30 | 13 | 0 | 17 | 58 | 52 | +6   | 47  |
| 4    | Timbers de Portland    | 112 | 30 | 11 | 0 | 19 | 50 | 75 | -25  | 46  |

- Qualification directe pour les séries éliminatoires

### Résultats
Source : wildstat.com

#### Matchs intra-division

##### Conférence Américaine
| Résultats (▼dom., ►ext.)                                   | FOR | N-A | PHI | TAM |
| Strikers de Fort Lauderdale                                |     | 2-0 | 4-1 | 1-2 |
| Tea Men de la Nouvelle-Angleterre                          | 3-4 |     | 2-1 | 1-3 |
| Fury de Philadelphie                                       | 2-1 | 3-0 |     | 3-0 |
| Rowdies de Tampa Bay                                       | 1-2 | 2-0 | 2-1 |     |
| - Victoire à domicile - Match nul - Victoire à l'extérieur |     |     |     |     |

| Résultats (▼dom., ►ext.)                                   | CHI  | DET | HOU | MEM |
| Sting de Chicago                                           |      | 2-0 | 5-2 | 3-1 |
| Express de Detroit                                         | 6-5A |     | 2-0 | 6-0 |
| Hurricane de Houston                                       | 2-1  | 2-1 |     | 1-0 |
| Rogues de Memphis                                          | 1-2  | 0-2 | 1-2 |     |
| - Victoire à domicile - Match nul - Victoire à l'extérieur |      |     |     |     |

| Résultats (▼dom., ►ext.)                                   | CAL  | EDM | SAD | SAJ  |
| Surf de Californie                                         |      | 2-0 | 0-1 | 4-1  |
| Drillers d'Edmonton                                        | 1-2A |     | 1-2 | 1-2  |
| Sockers de San Diego                                       | 1-0  | 4-0 |     | 4-3A |
| Earthquakes de San José                                    | 0-2  | 0-1 | 0-6 |      |
| - Victoire à domicile - Match nul - Victoire à l'extérieur |      |     |     |      |

##### Conférence Nationale
| Résultats (▼dom., ►ext.)                                   | COS  | ROC  | TOR | WAS  |
| Cosmos de New York                                         |      | 5-2  | 3-1 | 5-4A |
| Lancers de Rochester                                       | 2-4  |      | 0-3 | 1-0  |
| Blizzard de Toronto                                        | 0-1  | 2-1A |     | 2-0  |
| Diplomats de Washington                                    | 2-3A | 2-3A | 5-4 |      |
| - Victoire à domicile - Match nul - Victoire à l'extérieur |      |      |     |      |

| Résultats (▼dom., ►ext.)                                   | ATL | DAL  | MIN | TUL |
| Chiefs d'Atlanta                                           |     | 3-4A | 5-2 | 1-0 |
| Tornado de Dallas                                          | 2-0 |      | 2-0 | 4-3 |
| Kicks du Minnesota                                         | 4-1 | 2-0  |     | 3-2 |
| Roughnecks de Tulsa                                        | 2-1 | 3-2  | 3-1 |     |
| - Victoire à domicile - Match nul - Victoire à l'extérieur |     |      |     |     |

| Résultats (▼dom., ►ext.)                                   | LOS | POR | SEA | VAN |
| Aztecs de Los Angeles                                      |     | 5-1 | 7-1 | 2-0 |
| Timbers de Portland                                        | 1-3 |     | 2-1 | 2-3 |
| Sounders de Seattle                                        | 4-0 | 5-1 |     | 1-2 |
| Whitecaps de Vancouver                                     | 0-1 | 2-1 | 3-1 |     |
| - Victoire à domicile - Match nul - Victoire à l'extérieur |     |     |     |     |

#### Matchs inter-division
| Résultats (▼dom., ►ext.)                                   | FOR | N-A | PHI  | TAM | CHI  | DET  | HOU  | MEM | CAL  | EDM | SAD  | SAJ  | COS  | ROC  | TOR  | WAS  | ATL  | DAL  | MIN | TUL  | LOS | POR  | SEA  | VAN  |
| Strikers de Fort Lauderdale                                |     |     |      |     | 2-3  |      | 4-0  | 3-1 |      | 6-1 | 4-3A | 3-1  | 3-4  | 1-2  | 4-0  | 0-4  |      |      |     | 3-2  |     |      |      | 3-2A |
| Tea Men de la Nouvelle-Angleterre                          |     |     |      |     | 1-0  | 3-1  |      | 0-2 | 6-1  | 3-2 | 1-0  |      | 1-2  | 2-1  | 1-3  | 1-3  | 2-3  |      |     |      | 1-0 |      |      |      |
| Fury de Philadelphie                                       |     |     |      |     | 1-2A | 3-0  | 3-2  |     | 2-3  |     | 1-3  | 2-1  | 0-1  | 3-0  | 4-1  | 3-4A |      |      | 1-0 |      |     | 5-0  |      |      |
| Rowdies de Tampa Bay                                       |     |     |      |     |      | 5-2  | 4-0  | 2-1 | 6-2  | 1-0 |      | 3-2A | 3-2  | 4-0  | 7-1  | 1-0  |      | 1-2  |     |      |     |      | 3-0  |      |
| Sting de Chicago                                           | 2-0 |     | 3-1  | 1-2 |      |      |      |     |      | 1-0 | 1-2  | 2-3  | 3-1  |      |      |      | 2-0  | 2-3  | 2-4 | 3-2  |     |      |      | 2-3A |
| Express de Detroit                                         | 8-2 | 0-2 |      | 2-1 |      |      |      |     | 3-2  | 4-1 |      | 3-0  |      |      |      | 1-2A | 1-0  | 1-3  | 0-2 | 1-2A |     |      | 2-0  |      |
| Hurricane de Houston                                       | 3-1 | 3-0 | 4-2  |     |      |      |      |     | 2-1  |     | 6-2  | 4-0  |      |      | 2-1A |      | 2-1A | 3-1  | 2-1 | 3-1  |     | 2-1  |      |      |
| Rogues de Memphis                                          |     | 3-1 | 1-0  | 1-2 |      |      |      |     | 2-3  | 4-2 | 3-4  |      |      | 3-4  |      |      | 0-6  | 1-2  | 0-2 | 3-4  | 0-1 |      |      |      |
| Surf de Californie                                         | 3-6 | 0-3 |      | 2-1 | 1-2  | 1-2  |      | 1-0 |      |     |      |      |      |      |      | 2-1  | 5-1  |      |     |      | 0-1 | 2-1  | 1-0  | 3-2A |
| Drillers d'Edmonton                                        |     | 3-1 | 2-1  | 2-4 |      | 1-0  | 3-4A | 4-1 |      |     |      |      |      | 2-1  |      |      |      | 4-0  |     |      | 4-3 | 1-2  | 2-3  | 1-3  |
| Sockers de San Diego                                       | 2-3 |     | 1-0  | 0-1 | 2-3  | 2-3  | 0-1  |     |      |     |      |      | 1-2  |      |      |      |      |      | 1-2 |      | 2-1 | 5-3  | 0-2  | 1-0  |
| Earthquakes de San José                                    | 1-2 | 0-1 | 5-4A |     | 4-2  |      | 1-2  | 2-1 |      |     |      |      |      |      | 2-3  |      |      |      |     | 3-2  | 1-2 | 3-4  | 0-1  | 1-2  |
| Cosmos de New-York                                         | 3-2 | 1-0 | 4-2  | 4-3 |      |      | 5-0  |     |      |     |      | 5-0  |      |      |      |      |      | 4-1  | 4-1 | 3-1  |     | 3-1  | 1-2A | 2-4  |
| Lancers de Rochester                                       | 2-1 | 2-0 | 2-1  | 2-1 |      | 1-2A |      |     | 2-1  |     |      |      |      |      |      |      | 2-0  | 0-1  | 1-0 |      | 2-1 | 2-1A | 2-1  |      |
| Blizzard de Toronto                                        | 1-2 | 1-2 | 4-3  | 2-1 | 1-2  |      |      |     |      |     | 2-1  |      |      |      |      |      | 3-1  |      | 2-3 | 1-0  | 4-3 | 2-3A |      | 2-1  |
| Diplomats de Washington                                    | 2-1 | 3-2 | 2-1  | 5-1 |      |      |      | 4-1 |      | 2-0 |      |      |      |      |      |      | 5-1  | 2-1  |     | 2-0  | 1-2 |      | 3-1  | 2-1  |
| Chiefs d'Atlanta                                           |     |     |      | 4-0 | 4-1  | 3-2  | 2-1  | 1-2 |      | 5-1 |      |      | 2-3A | 2-3A |      | 4-0  |      |      |     |      | 2-5 |      | 1-3  | 1-3  |
| Tornado de Dallas                                          |     | 3-0 |      |     | 4-3  | 1-0  | 0-1  | 1-2 | 2-3A |     |      |      |      | 1-0  | 0-1  | 2-1  |      |      |     |      | 2-3 | 3-4  | 1-0  |      |
| Kicks du Minnesota                                         | 1-4 |     |      |     | 5-4A | 5-3  | 2-1  | 5-2 |      |     |      | 4-1  | 3-1  |      | 2-1  | 3-1  |      |      |     |      |     | 2-1  | 2-1  | 1-0  |
| Roughnecks de Tulsa                                        |     |     | 4-1  |     | 2-1  | 2-1  | 2-3A | 1-0 |      |     | 2-0  |      | 2-3  | 5-2  | 4-0  |      |      |      |     |      | 2-0 | 0-1  |      | 1-2  |
| Aztecs de Los Angeles                                      |     |     |      | 1-0 |      | 3-1  |      |     | 3-2  | 3-1 | 3-4A | 0-1A | 1-3  | 3-0  |      | 2-3  | 1-0  | 2-1  | 0-3 |      |     |      |      |      |
| Timbers de Portland                                        | 4-1 |     |      |     | 1-5  |      |      |     | 1-0  | 3-2 | 2-3A | 1-2  | 1-2A |      | 3-2A | 0-1  | 0-3  |      | 0-2 | 4-3A |     |      |      |      |
| Sounders de Seattle                                        |     | 4-1 |      |     |      |      |      | 3-1 | 1-3  | 9-0 | 2-1  | 2-1  |      | 4-1  | 1-2  | 1-2A | 0-1  | 1-2A |     | 3-4  |     |      |      |      |
| Whitecaps de Vancouver                                     |     |     | 2-0  |     |      |      | 0-1  |     | 2-1  | 2-0 | 3-1  | 1-0  | 4-1  | 1-0  | 3-0  |      |      | 1-2A | 1-0 | 1-0  |     |      |      |      |
| - Victoire à domicile - Match nul - Victoire à l'extérieur |     |     |      |     |      |      |      |     |      |     |      |      |      |      |      |      |      |      |     |      |     |      |      |      |

A Quand un score est suivi d'une lettre, cela signifie que le match en question s'est terminé par une séance de tirs au but. Si le score inscrit est 3-2, cela signifie que l'équipe gagnante a remporté la séance de tirs au but après un match nul 2-2 à l'issue de la prolongation.

## Séries éliminatoires

### Règlement
Dans chaque conférence, les deux premières équipes de chaque division sont qualifiées pour les séries éliminatoires. Les deux meilleurs bilans restants également.
Les quarts de finales de conférence se disputent en deux manches, avec match retour sur le terrain de la tête de série la plus élevée. Chaque match doit avoir un gagnant. Au bout de 90 minutes, en cas d'égalité, une prolongation de 30 minutes est disputée. S'il y a toujours égalité, une séance de tirs au but a lieu. Si chaque équipe gagne un match, une prolongation de 30 minutes a lieu immédiatement après le second match. Une séance de tirs au but a lieu s'il y a toujours égalité. 
En demi-finale de conférence, l'équipe qui a eu le plus de points en saison régulière dans chaque conférence affronte l'équipe qui en a eu le moins. Les deux autres s'affrontant alors. 
Les demi et finales de conférence se déroulent en deux manches avec match retour sur le terrain de l'équipe la mieux classée en termes de points. Chaque match doit avoir un gagnant. Au bout de 90 minutes, en cas d'égalité, une prolongation de 30 minutes est disputée. S'il y a toujours égalité, une séance de tirs au but a lieu. Si chaque équipe gagne un match, une prolongation de 30 minutes a lieu immédiatement après le second match. Une séance de tirs au but a lieu s'il y a toujours égalité.
Le Soccer Bowl a lieu au Giants Stadium d'East Rutherford sur un seul match. Au bout de 90 minutes, en cas d'égalité, une prolongation de 30 minutes a lieu. Une séance de tirs au but a lieu s'il y a toujours égalité.

### Qualifiés
| Place | Premiers de poule           | Pts |
| ----- | --------------------------- | --- |
| 1     | Hurricane de Houston        | 187 |
| 2     | Rowdies de Tampa Bay        | 169 |
| 3     | Surf de Californie          | 140 |
|       | Deuxièmes                   |     |
| 4     | Strikers de Fort Lauderdale | 165 |
| 5     | Sting de Chicago            | 159 |
| 6     | Sockers de San Diego        | 140 |
|       | Wild-cards                  |     |
| 7     | Express de Detroit          | 133 |
| 8     | Fury de Philadelphie        | 111 |

| Place | Premiers de poule       | Pts |
| ----- | ----------------------- | --- |
| 1     | Cosmos de New York      | 216 |
| 2     | Kicks du Minnesota      | 184 |
| 3     | Whitecaps de Vancouver  | 172 |
|       | Deuxièmes               |     |
| 4     | Diplomats de Washington | 172 |
| 5     | Aztecs de Los Angeles   | 162 |
| 6     | Tornado de Dallas       | 152 |
|       | Wild-cards              |     |
| 7     | Roughnecks de Tulsa     | 139 |
| 8     | Blizzard de Toronto     | 133 |

### Tableau
|  | Premier tour                   | Premier tour                   | Premier tour                  | Premier tour              |                           |                           | Demi-finales de Conférence | Demi-finales de Conférence | Demi-finales de Conférence | Demi-finales de Conférence |  |  | Finales de Conférence       | Finales de Conférence       | Finales de Conférence       | Finales de Conférence       |  |  | Soccer Bowl '79                                   | Soccer Bowl '79                                   | Soccer Bowl '79                                   | Soccer Bowl '79                                   |
|  |                                |                                |                               |                           |                           |                           |                            |                            |                            |                            |  |  |                             |                             |                             |                             |  |  |                                                   |                                                   |                                                   |                                                   |
|  | 14 et 20 août 1979             | 14 et 20 août 1979             | 14 et 20 août 1979            | 14 et 20 août 1979        |                           |                           | 23 et 25 août 1979         | 23 et 25 août 1979         | 23 et 25 août 1979         | 23 et 25 août 1979         |  |  | 30 août et 2 septembre 1979 | 30 août et 2 septembre 1979 | 30 août et 2 septembre 1979 | 30 août et 2 septembre 1979 |  |  | 5 septembre 1979, Giants Stadium, East Rutherford | 5 septembre 1979, Giants Stadium, East Rutherford | 5 septembre 1979, Giants Stadium, East Rutherford | 5 septembre 1979, Giants Stadium, East Rutherford |
|  | A1 Hurricane de Houston        | A1 Hurricane de Houston        | 1 - 1                         | 1 - 1                     |                           |                           | 23 et 25 août 1979         | 23 et 25 août 1979         | 23 et 25 août 1979         | 23 et 25 août 1979         |  |  | 30 août et 2 septembre 1979 | 30 août et 2 septembre 1979 | 30 août et 2 septembre 1979 | 30 août et 2 septembre 1979 |  |  | 5 septembre 1979, Giants Stadium, East Rutherford | 5 septembre 1979, Giants Stadium, East Rutherford | 5 septembre 1979, Giants Stadium, East Rutherford | 5 septembre 1979, Giants Stadium, East Rutherford |
|  | A1 Hurricane de Houston        | A1 Hurricane de Houston        | 1 - 1                         | 1 - 1                     |                           |                           | 23 et 25 août 1979         | 23 et 25 août 1979         | 23 et 25 août 1979         | 23 et 25 août 1979         |  |  | 30 août et 2 septembre 1979 | 30 août et 2 septembre 1979 | 30 août et 2 septembre 1979 | 30 août et 2 septembre 1979 |  |  | 5 septembre 1979, Giants Stadium, East Rutherford | 5 septembre 1979, Giants Stadium, East Rutherford | 5 septembre 1979, Giants Stadium, East Rutherford | 5 septembre 1979, Giants Stadium, East Rutherford |
|  | A8 Fury de Philadelphie        | A8 Fury de Philadelphie        | 2 - 2                         | 2 - 2                     |                           |                           | 23 et 25 août 1979         | 23 et 25 août 1979         | 23 et 25 août 1979         | 23 et 25 août 1979         |  |  | 30 août et 2 septembre 1979 | 30 août et 2 septembre 1979 | 30 août et 2 septembre 1979 | 30 août et 2 septembre 1979 |  |  | 5 septembre 1979, Giants Stadium, East Rutherford | 5 septembre 1979, Giants Stadium, East Rutherford | 5 septembre 1979, Giants Stadium, East Rutherford | 5 septembre 1979, Giants Stadium, East Rutherford |
|  | A8 Fury de Philadelphie        | A8 Fury de Philadelphie        | 2 - 2                         | 2 - 2                     | A8 Fury de Philadelphie   | A8 Fury de Philadelphie   | 2 (0) - 0                  | 2 (0) - 0                  |                            |                            |  |  | 30 août et 2 septembre 1979 | 30 août et 2 septembre 1979 | 30 août et 2 septembre 1979 | 30 août et 2 septembre 1979 |  |  | 5 septembre 1979, Giants Stadium, East Rutherford | 5 septembre 1979, Giants Stadium, East Rutherford | 5 septembre 1979, Giants Stadium, East Rutherford | 5 septembre 1979, Giants Stadium, East Rutherford |
|  | 15 et 19 août 1979             |                                |                               |                           | A8 Fury de Philadelphie   | A8 Fury de Philadelphie   | 2 (0) - 0                  | 2 (0) - 0                  |                            |                            |  |  | 30 août et 2 septembre 1979 | 30 août et 2 septembre 1979 | 30 août et 2 septembre 1979 | 30 août et 2 septembre 1979 |  |  | 5 septembre 1979, Giants Stadium, East Rutherford | 5 septembre 1979, Giants Stadium, East Rutherford | 5 septembre 1979, Giants Stadium, East Rutherford | 5 septembre 1979, Giants Stadium, East Rutherford |
|  |                                |                                | A2 Rowdies de Tampa Bay       | A2 Rowdies de Tampa Bay   | 2 (2) - 1                 | 2 (2) - 1                 |                            |                            |                            |                            |  |  | 30 août et 2 septembre 1979 | 30 août et 2 septembre 1979 | 30 août et 2 septembre 1979 | 30 août et 2 septembre 1979 |  |  | 5 septembre 1979, Giants Stadium, East Rutherford | 5 septembre 1979, Giants Stadium, East Rutherford | 5 septembre 1979, Giants Stadium, East Rutherford | 5 septembre 1979, Giants Stadium, East Rutherford |
|  | A2 Rowdies de Tampa Bay        | A2 Rowdies de Tampa Bay        | A2 Rowdies de Tampa Bay       | A2 Rowdies de Tampa Bay   | 2 (2) - 1                 | 2 (2) - 1                 | 3 - 3                      | 3 - 3                      |                            |                            |  |  | 30 août et 2 septembre 1979 | 30 août et 2 septembre 1979 | 30 août et 2 septembre 1979 | 30 août et 2 septembre 1979 |  |  | 5 septembre 1979, Giants Stadium, East Rutherford | 5 septembre 1979, Giants Stadium, East Rutherford | 5 septembre 1979, Giants Stadium, East Rutherford | 5 septembre 1979, Giants Stadium, East Rutherford |
|  | A2 Rowdies de Tampa Bay        | A2 Rowdies de Tampa Bay        | 22 et 25 août 1979            |                           |                           |                           | 3 - 3                      | 3 - 3                      |                            |                            |  |  | 30 août et 2 septembre 1979 | 30 août et 2 septembre 1979 | 30 août et 2 septembre 1979 | 30 août et 2 septembre 1979 |  |  | 5 septembre 1979, Giants Stadium, East Rutherford | 5 septembre 1979, Giants Stadium, East Rutherford | 5 septembre 1979, Giants Stadium, East Rutherford | 5 septembre 1979, Giants Stadium, East Rutherford |
|  | A7 Express de Detroit          | A7 Express de Detroit          | 0 - 1                         | 0 - 1                     |                           |                           |                            |                            |                            |                            |  |  | 30 août et 2 septembre 1979 | 30 août et 2 septembre 1979 | 30 août et 2 septembre 1979 | 30 août et 2 septembre 1979 |  |  | 5 septembre 1979, Giants Stadium, East Rutherford | 5 septembre 1979, Giants Stadium, East Rutherford | 5 septembre 1979, Giants Stadium, East Rutherford | 5 septembre 1979, Giants Stadium, East Rutherford |
|  | A7 Express de Detroit          | A7 Express de Detroit          | 0 - 1                         | 0 - 1                     | A2 Rowdies de Tampa Bay   | A2 Rowdies de Tampa Bay   | 1- 2 (3) - 1               | 1- 2 (3) - 1               |                            |                            |  |  |                             |                             |                             |                             |  |  | 5 septembre 1979, Giants Stadium, East Rutherford | 5 septembre 1979, Giants Stadium, East Rutherford | 5 septembre 1979, Giants Stadium, East Rutherford | 5 septembre 1979, Giants Stadium, East Rutherford |
|  | 15 et 18 août 1979             |                                |                               |                           | A2 Rowdies de Tampa Bay   | A2 Rowdies de Tampa Bay   | 1- 2 (3) - 1               | 1- 2 (3) - 1               |                            |                            |  |  |                             |                             |                             |                             |  |  | 5 septembre 1979, Giants Stadium, East Rutherford | 5 septembre 1979, Giants Stadium, East Rutherford | 5 septembre 1979, Giants Stadium, East Rutherford | 5 septembre 1979, Giants Stadium, East Rutherford |
|  |                                |                                | A6 Sockers de San Diego       | A6 Sockers de San Diego   | 2 - 2 (0) - 0             | 2 - 2 (0) - 0             |                            |                            |                            |                            |  |  |                             |                             |                             |                             |  |  | 5 septembre 1979, Giants Stadium, East Rutherford | 5 septembre 1979, Giants Stadium, East Rutherford | 5 septembre 1979, Giants Stadium, East Rutherford | 5 septembre 1979, Giants Stadium, East Rutherford |
|  | A3 Surf de Californie          | A3 Surf de Californie          | A6 Sockers de San Diego       | A6 Sockers de San Diego   | 2 - 2 (0) - 0             | 2 - 2 (0) - 0             | 2 - 2                      | 2 - 2                      |                            |                            |  |  |                             |                             |                             |                             |  |  | 5 septembre 1979, Giants Stadium, East Rutherford | 5 septembre 1979, Giants Stadium, East Rutherford | 5 septembre 1979, Giants Stadium, East Rutherford | 5 septembre 1979, Giants Stadium, East Rutherford |
|  | A3 Surf de Californie          | A3 Surf de Californie          | 29 août et 1er septembre 1979 |                           |                           |                           | 2 - 2                      | 2 - 2                      |                            |                            |  |  |                             |                             |                             |                             |  |  | 5 septembre 1979, Giants Stadium, East Rutherford | 5 septembre 1979, Giants Stadium, East Rutherford | 5 septembre 1979, Giants Stadium, East Rutherford | 5 septembre 1979, Giants Stadium, East Rutherford |
|  | A6 Sockers de San Diego        | A6 Sockers de San Diego        | 4 - 7                         | 4 - 7                     |                           |                           |                            |                            |                            |                            |  |  |                             |                             |                             |                             |  |  | 5 septembre 1979, Giants Stadium, East Rutherford | 5 septembre 1979, Giants Stadium, East Rutherford | 5 septembre 1979, Giants Stadium, East Rutherford | 5 septembre 1979, Giants Stadium, East Rutherford |
|  | A6 Sockers de San Diego        | A6 Sockers de San Diego        | 4 - 7                         | 4 - 7                     | A6 Sockers de San Diego   | A6 Sockers de San Diego   | 2 - 1                      | 2 - 1                      |                            |                            |  |  |                             |                             |                             |                             |  |  | 5 septembre 1979, Giants Stadium, East Rutherford | 5 septembre 1979, Giants Stadium, East Rutherford | 5 septembre 1979, Giants Stadium, East Rutherford | 5 septembre 1979, Giants Stadium, East Rutherford |
|  | 15 et 18 août 1979             |                                |                               |                           | A6 Sockers de San Diego   | A6 Sockers de San Diego   | 2 - 1                      | 2 - 1                      |                            |                            |  |  |                             |                             |                             |                             |  |  | 5 septembre 1979, Giants Stadium, East Rutherford | 5 septembre 1979, Giants Stadium, East Rutherford | 5 septembre 1979, Giants Stadium, East Rutherford | 5 septembre 1979, Giants Stadium, East Rutherford |
|  |                                |                                | A5 Sting de Chicago           | A5 Sting de Chicago       | 0 - 0                     | 0 - 0                     |                            |                            |                            |                            |  |  |                             |                             |                             |                             |  |  | 5 septembre 1979, Giants Stadium, East Rutherford | 5 septembre 1979, Giants Stadium, East Rutherford | 5 septembre 1979, Giants Stadium, East Rutherford | 5 septembre 1979, Giants Stadium, East Rutherford |
|  | A4 Strikers de Fort Lauderdale | A4 Strikers de Fort Lauderdale | A5 Sting de Chicago           | A5 Sting de Chicago       | 0 - 0                     | 0 - 0                     | 0 - 0                      | 0 - 0                      |                            |                            |  |  |                             |                             |                             |                             |  |  | 5 septembre 1979, Giants Stadium, East Rutherford | 5 septembre 1979, Giants Stadium, East Rutherford | 5 septembre 1979, Giants Stadium, East Rutherford | 5 septembre 1979, Giants Stadium, East Rutherford |
|  | A4 Strikers de Fort Lauderdale | A4 Strikers de Fort Lauderdale | 23 et 26 août 1979            |                           |                           |                           | 0 - 0                      | 0 - 0                      |                            |                            |  |  |                             |                             |                             |                             |  |  | 5 septembre 1979, Giants Stadium, East Rutherford | 5 septembre 1979, Giants Stadium, East Rutherford | 5 septembre 1979, Giants Stadium, East Rutherford | 5 septembre 1979, Giants Stadium, East Rutherford |
|  | A5 Sting de Chicago            | A5 Sting de Chicago            | 2 - 1                         | 2 - 1                     |                           |                           |                            |                            |                            |                            |  |  |                             |                             |                             |                             |  |  | 5 septembre 1979, Giants Stadium, East Rutherford | 5 septembre 1979, Giants Stadium, East Rutherford | 5 septembre 1979, Giants Stadium, East Rutherford | 5 septembre 1979, Giants Stadium, East Rutherford |
|  | A5 Sting de Chicago            | A5 Sting de Chicago            | 2 - 1                         | 2 - 1                     | A2 Rowdies de Tampa Bay   | A2 Rowdies de Tampa Bay   | 1                          | 1                          |                            |                            |  |  |                             |                             |                             |                             |  |  |                                                   |                                                   |                                                   |                                                   |
|  | 16 et 20 août 1979             |                                |                               |                           | A2 Rowdies de Tampa Bay   | A2 Rowdies de Tampa Bay   | 1                          | 1                          |                            |                            |  |  |                             |                             |                             |                             |  |  |                                                   |                                                   |                                                   |                                                   |
|  |                                |                                | N3 Whitecaps de Vancouver     | N3 Whitecaps de Vancouver | 2                         | 2                         |                            |                            |                            |                            |  |  |                             |                             |                             |                             |  |  |                                                   |                                                   |                                                   |                                                   |
|  | N1 Cosmos de New York          | N1 Cosmos de New York          | N3 Whitecaps de Vancouver     | N3 Whitecaps de Vancouver | 2                         | 2                         | 3 - 2                      | 3 - 2                      |                            |                            |  |  |                             |                             |                             |                             |  |  |                                                   |                                                   |                                                   |                                                   |
|  | N1 Cosmos de New York          | N1 Cosmos de New York          |                               |                           |                           |                           |                            | 3 - 2                      |                            |                            |  |  |                             |                             |                             |                             |  |  |                                                   |                                                   |                                                   |                                                   |
|  | N8 Blizzard de Toronto         | N8 Blizzard de Toronto         | 1 - 0                         | 1 - 0                     |                           |                           |                            |                            |                            |                            |  |  |                             |                             |                             |                             |  |  |                                                   |                                                   |                                                   |                                                   |
|  | N8 Blizzard de Toronto         | N8 Blizzard de Toronto         | 1 - 0                         | 1 - 0                     | N1 Cosmos de New York     | N1 Cosmos de New York     | 0 - 3 - 3                  | 0 - 3 - 3                  |                            |                            |  |  |                             |                             |                             |                             |  |  |                                                   |                                                   |                                                   |                                                   |
|  | 15 et 19 août 1979             |                                |                               |                           | N1 Cosmos de New York     | N1 Cosmos de New York     | 0 - 3 - 3                  | 0 - 3 - 3                  |                            |                            |  |  |                             |                             |                             |                             |  |  |                                                   |                                                   |                                                   |                                                   |
|  |                                |                                | N7 Roughnecks de Tulsa        | N7 Roughnecks de Tulsa    | 3 - 0 - 1                 | 3 - 0 - 1                 |                            |                            |                            |                            |  |  |                             |                             |                             |                             |  |  |                                                   |                                                   |                                                   |                                                   |
|  | N2 Kicks du Minnesota          | N2 Kicks du Minnesota          | N7 Roughnecks de Tulsa        | N7 Roughnecks de Tulsa    | 3 - 0 - 1                 | 3 - 0 - 1                 | 1 - 1                      | 1 - 1                      |                            |                            |  |  |                             |                             |                             |                             |  |  |                                                   |                                                   |                                                   |                                                   |
|  | N2 Kicks du Minnesota          | N2 Kicks du Minnesota          | 22 et 25 août 1979            |                           |                           |                           | 1 - 1                      | 1 - 1                      |                            |                            |  |  |                             |                             |                             |                             |  |  |                                                   |                                                   |                                                   |                                                   |
|  | N7 Roughnecks de Tulsa         | N7 Roughnecks de Tulsa         | 2 a. p. - 2 a. p.             | 2 a. p. - 2 a. p.         |                           |                           |                            |                            |                            |                            |  |  |                             |                             |                             |                             |  |  |                                                   |                                                   |                                                   |                                                   |
|  | N7 Roughnecks de Tulsa         | N7 Roughnecks de Tulsa         | 2 a. p. - 2 a. p.             | 2 a. p. - 2 a. p.         | N1 Cosmos de New York     | N1 Cosmos de New York     | 0 - 2 (3) - 0 (2)          | 0 - 2 (3) - 0 (2)          |                            |                            |  |  |                             |                             |                             |                             |  |  |                                                   |                                                   |                                                   |                                                   |
|  | 15 et 18 août 1979             |                                |                               |                           | N1 Cosmos de New York     | N1 Cosmos de New York     | 0 - 2 (3) - 0 (2)          | 0 - 2 (3) - 0 (2)          |                            |                            |  |  |                             |                             |                             |                             |  |  |                                                   |                                                   |                                                   |                                                   |
|  |                                |                                | N3 Whitecaps de Vancouver     | N3 Whitecaps de Vancouver | 2 - 2 (1) - 0 (3)         | 2 - 2 (1) - 0 (3)         |                            |                            |                            |                            |  |  |                             |                             |                             |                             |  |  |                                                   |                                                   |                                                   |                                                   |
|  | N3 Whitecaps de Vancouver      | N3 Whitecaps de Vancouver      | N3 Whitecaps de Vancouver     | N3 Whitecaps de Vancouver | 2 - 2 (1) - 0 (3)         | 2 - 2 (1) - 0 (3)         | 3 - 2                      | 3 - 2                      |                            |                            |  |  |                             |                             |                             |                             |  |  |                                                   |                                                   |                                                   |                                                   |
|  | N3 Whitecaps de Vancouver      | N3 Whitecaps de Vancouver      |                               |                           |                           |                           |                            | 3 - 2                      |                            |                            |  |  |                             |                             |                             |                             |  |  |                                                   |                                                   |                                                   |                                                   |
|  | N6 Tornado de Dallas           | N6 Tornado de Dallas           | 2 - 1                         | 2 - 1                     |                           |                           |                            |                            |                            |                            |  |  |                             |                             |                             |                             |  |  |                                                   |                                                   |                                                   |                                                   |
|  | N6 Tornado de Dallas           | N6 Tornado de Dallas           | 2 - 1                         | 2 - 1                     | N3 Whitecaps de Vancouver | N3 Whitecaps de Vancouver | 2 (1) - 1 - 1              | 2 (1) - 1 - 1              |                            |                            |  |  |                             |                             |                             |                             |  |  |                                                   |                                                   |                                                   |                                                   |
|  | 15 et 19 août 1979             |                                |                               |                           | N3 Whitecaps de Vancouver | N3 Whitecaps de Vancouver | 2 (1) - 1 - 1              | 2 (1) - 1 - 1              |                            |                            |  |  |                             |                             |                             |                             |  |  |                                                   |                                                   |                                                   |                                                   |
|  |                                |                                | N5 Aztecs de Los Angeles      | N5 Aztecs de Los Angeles  | 2 (2) - 0 - 0             | 2 (2) - 0 - 0             |                            |                            |                            |                            |  |  |                             |                             |                             |                             |  |  |                                                   |                                                   |                                                   |                                                   |
|  | N4 Diplomats de Washington     | N4 Diplomats de Washington     | N5 Aztecs de Los Angeles      | N5 Aztecs de Los Angeles  | 2 (2) - 0 - 0             | 2 (2) - 0 - 0             | 1 - 3                      | 1 - 3                      |                            |                            |  |  |                             |                             |                             |                             |  |  |                                                   |                                                   |                                                   |                                                   |
|  | N4 Diplomats de Washington     | N4 Diplomats de Washington     |                               |                           |                           |                           |                            | 1 - 3                      |                            |                            |  |  |                             |                             |                             |                             |  |  |                                                   |                                                   |                                                   |                                                   |
|  | N5 Aztecs de Los Angeles       | N5 Aztecs de Los Angeles       | 3 - 4 a. p.                   | 3 - 4 a. p.               |                           |                           |                            |                            |                            |                            |  |  |                             |                             |                             |                             |  |  |                                                   |                                                   |                                                   |                                                   |
|  | N5 Aztecs de Los Angeles       | N5 Aztecs de Los Angeles       | 3 - 4 a. p.                   | 3 - 4 a. p.               |                           |                           |                            |                            |                            |                            |  |  |                             |                             |                             |                             |  |  |                                                   |                                                   |                                                   |                                                   |
|  |                                |                                |                               |                           |                           |                           |                            |                            |                            |                            |  |  |                             |                             |                             |                             |  |  |                                                   |                                                   |                                                   |                                                   |

## Récompenses individuelles
| Trophée                            | Joueur         | Club                   |
| ---------------------------------- | -------------- | ---------------------- |
| Meilleur joueur (saison régulière) | Johan Cruyff   | Aztecs de Los Angeles  |
| Meilleur joueur (finale)           | Alan Ball      | Whitecaps de Vancouver |
| Meilleur buteur                    | Óscar Fabbiani | Rowdies de Tampa Bay   |
| Meilleur rookie                    | Lary Hulcer    | Aztecs de Los Angeles  |
| Meilleur entraîneur                | Timo Liekoski  | Hurricane de Houston   |